# ZTF J153932.16+502738.8
ZTF J153932.16+502738.8 — двойной белый карлик с очень коротким орбитальным периодом. Наблюдалось, что его период уменьшается из-за излучения гравитационных волн. Период обращения составляет 6,91 минуты. У одной звезды температура 48 900 К, а другая холоднее. Звёзды могут слиться в одну через 130 000 лет. Их расстояние от Земли оценивается в 2,3 килопарсек.

## Звёзды
Наиболее яркая звезда имеет эффективную температуру 48 900 К, логарифм поверхностной гравитации 7,75 и масса 60% от массы Солнца. Её радиус составляет 0,0156 от радиуса Солнца. Наиболее тусклая звезда более холодная, с температурой ниже 10000 К и массой 0,21 массы Солнца.

## Затмение звёзд
Кривая блеска показывает затмение. Одно понижение светимости в кривой блеска составляет 15%, а другое близко к 100%. Это означает, что одна звезда намного ярче другой. Кривая блеска не является плоской между затмениями, так как яркая звезда освещает тусклую звезду. 

## Состав звёзд
Наиболее горячая звезда - богатый водородом белый карлик спектрального класса DA. Имеет широкие и неглубокие линии поглощения водорода. Наиболее тусклая звезда имеет узкие линии выделения водорода, что говорит о том, что она холоднее. Есть также линии поглощения и эмиссии гелия.